# En panne sèche
En panne sèche (titre original : Ausgebrannt) est un roman d'anticipation d’Andreas Eschbach paru en 2007 et traduit en langue française en 2009.

## Récompense
- Le roman a reçu le prix Kurd-Laßwitz du meilleur roman de science-fiction allemand en 2008.

## Résumé
Le roman est divisé en 55 chapitres, précédés d'un prologue et suivis d'un épilogue. Les 55 chapitres sont répartis en deux parties : la première partie va de la page 17 à 483 (chapitres 1 à 35), et la seconde partie de la page 487 à 752 (chapitres 36 à 55). La première partie est du genre « polar/thriller », tandis que la seconde est du genre « anticipation/science-fiction »

### Prologue
Le prologue évoque notamment, en une demi-douzaine de pages, un accident de la route subi par Markus Westermann (héros du roman), des problèmes politiques en Arabie saoudite et un homme qui, aux États-Unis, démissionne de son emploi.

### Première partie
Chacun des chapitres de cette première partie contient une section « Passé », qui indique ce qui est arrivé aux personnages avant l’accident de Markus, et une section « Présent », qui relate ce qu'il se passe après l'accident de Markus. Certaines informations historiques sont données dans des sections « Passé antérieur ».

#### Période antérieure à l'accident de circulation de Markus
Markus Westermann est un Allemand qui, aux États-Unis, a trouvé un emploi de développeur de logiciel dans une grande société de services informatiques. Il s'engage à fond dans son travail. Au bout de quelques mois, sa mission arrive à son terme et il attend d'être muté dans la filiale allemande de l’entreprise. Mais à la suite d'une gaffe qu'il a faite quelques mois auparavant et qu'il considérait comme innocente (« américaniser » son identité en Mark Westerman sur des documents édités par la société), il est licencié sans délai de son emploi par le nouveau chef de service. Disposant d'un pécule et de semaines vides, Markus décide de parcourir le pays « à l'aventure » et, au fil de ses pérégrinations, rencontre par hasard un vieil Autrichien dénommé Karl-Walter Block qui lui explique être un prospecteur de pétrole et avoir une « méthode personnelle » permettant de trouver du pétrole en des endroits où les géologues des compagnies pétrolières prétendent ne pas pouvoir en trouver. Il révèle ainsi à Markus qu'il a trouvé du pétrole en Autriche alors que personne n'attendait qu’il en trouve. Il fournit des preuves de son exploitation pétrolière à Markus.
Une grande amitié naît entre les deux hommes (Bloch considérant Markus comme le fils qu'il n'avait jamais eu), et ils décident de se lancer dans une action osée : créer à partir de rien une société de prospection pétrolière. Mark contacte des sociétés de capital-risque, et l'une d'elles accepte de soutenir le projet pour une période limitée : la société aura 49 % des parts, Block 25 % et Markus 26 %. La société de prospection est donc créée.
Pendant ce temps, en Allemagne, la sœur de Markus (Dorothea) et son époux (Werner) achètent une grande villa. La demeure, très belle, a un défaut : ses immenses pièces sont difficiles à chauffer. Mais l'époux, ingénieur dans l'industrie automobile, pense que leurs revenus seront suffisants pour rembourser l'emprunt à souscrire.
Loin de là, en Arabie saoudite, un cheikh saoudien (Abu Jabr Faruq Ibn Abd al-Aziz al-Saoud) est chargé par son fils d'accompagner sa jeune épouse en Europe pour « veiller sur elle » et vérifier qu'elle ne s'occidentalise pas trop. Alors que le Sheikh quitte son pays avec sa belle-fille, un Américain fait le trajet inverse : Charles Taggard, employé de la CIA, a demandé sa mutation pour l'Arabie Saoudite, fasciné par ce pays. Il découvre dès son arrivée un pays arriéré, miné par la corruption et l'incompétence technique des Saoudiens, ainsi qu'une intense hostilité des classes moyennes et populaires à l’égard des Occidentaux en général et des États-Unis en particulier.
Lors de la présentation de la méthode Bloch et du projet de prospection aux cadres de la société de capital-risque, Markus se fait « draguer » par une jeune et belle asiatique, Amy-Lee Wang. Le jour même, ils entament une relation sentimentale torride.
Bloch, pour prouver l'efficacité de la « méthode Block », annonce que Markus et lui vont faire des repérages dans un endroit considéré comme totalement vide de tout pétrole : le Dakota du Sud. Au bout de quelques semaines, Block détermine un endroit précis où forer. Le forage est fait, et l'on trouve du pétrole, à la grande stupéfaction des experts en gisements pétroliers. Les deux hommes deviennent un « phénomène médiatique » national. Le président des États-Unis leur fait savoir, par le biais de canaux officieux, qu'ils sont très fortement invités à se rendre en Arabie Saoudite pour trouver de nouveaux gisements de pétrole.
Les deux hommes se rendent donc en Arabie Saoudite et Block se met à prospecter. Il avoue à Markus que sa fameuse méthode est en fait une méthode empirique, faite de beaucoup d'intuition et que les forages sont faits parfois de manière approximative. Cela signifie que sa méthode est difficile à breveter, et même à transmettre oralement à une personne qui ne connaît rien en géologie et en étude des couches sédimentaires. Sur ces entrefaites, Amy-Lee propose à Markus de lui présenter son père. Ils se rendent donc aux États-Unis chez M. Wang, qui s'avère être un homme qui a fait fortune dans le commerce sino-américain. L'homme, en secret, propose un marché à Markus : il consentira au mariage d'Amy-Lee avec Markus si ce dernier lui révèle la teneur de la « méthode Block ». Après tout, Amy-Lee est sa fille unique, et sa fortune (dont Markus profitera un jour) pourrait contribuer à développer la « méthode Block » dans des proportions extraordinaires. En cas de refus, il ordonnera à sa fille de cesser de le fréquenter (et Markus a la conviction qu'Amy-Lee obtempérerait). Markus est désemparé face à cette injonction, écartelé dans un dilemme cornélien entre d'une part son amour profond pour la jeune asiatique et d'autre part sa loyauté à l'égard de son partenaire et ami.
Markus retourne en Arabie saoudite et fait le point sur l'avancement de la prospection avec Block, qui propose un lieu de forage. Ce dernier est effectué, mais aucune nappe de pétrole n'est découverte. Un deuxième puis un troisième essai sont tout aussi infructueux. Au cours d'une réunion-barbecue à Dhahran avec des Occidentaux, Markus fait la connaissance de Charles Taggard (l'employé de la CIA). Celui-ci lui explique que Block pourrait être, sinon un escroc, du moins éventuellement un doux-rêveur déconnecté des réalités de la prospection, et qu'Amy-Lee avait eu, dans le passé, des relations sexuelles avec des hommes uniquement dans le but de leur soutirer des renseignements. Dans cette hypothèse, la relation nouée entre Markus et elle n'aurait rien de solide et aurait été « commandée » par M. Wang. Markus est fortement ébranlé par ces déclarations : il n'avait jusqu'alors jamais mis en doute les capacités techniques de Block ni sa sincérité, et n'avait jamais imaginé que sa compagne ait pu agir dans un cadre de quasi-prostitution, afin que son père puisse acquérir gratuitement une méthode révolutionnaire de prospection pétrolière. Markus s'en ouvre à la jeune femme, qui avoue que son père, effectivement, lui avait demandé de le « draguer ». Effondré, Markus rompt tout lien avec Amy-Lee. Lorsque plus tard il cherche Block, il constate que celui-ci a disparu et qu’il y a des traces de lutte dans la chambre du vieil homme. Apparemment, Bloch a été enlevé. La police saoudienne est informée, mais les recherches ne donnent rien, et aucune demande de rançon n'est faite. Dans la mesure où la totalité de la société de prospection minière dépendait de l'activité de Bloch, les investisseurs en capital-risque décident de liquider la société. Ils en informent Markus. Celui-ci fait une contre-proposition (basée sur un bluff gigantesque) qui ébranle les investisseurs. Pendant que ceux-ci réfléchissent à sa proposition, Markus quitte les lieux et prend sa voiture pour se rendre dans la banque dans laquelle Bloch avait loué un coffre-fort. En effet, Bloch avait révélé à Markus sous le sceau du secret le numéro d'un coffre-fort et son mot de passe : dans ce coffre-fort se trouvent plusieurs carnets faisant état de la « méthode Block ».  Markus se rend à la banque pour récupérer et consulter les fameux carnets, mais en cours de route, il a un accident de la circulation qui le plonge dans le coma.
Pendant ce temps, Dorothea et son époux Werner ont appris que le vendeur de leur maison voulait s'en débarrasser très rapidement. L'homme, qui travaille dans le secteur pétrolier, considère que la production de pétrole pourrait chuter dans les années à venir, et que la demeure pourrait devenir un gouffre financier. Pour occuper ses journées de solitude, Dorothea reprend la petite épicerie du village, mais regrette de n'avoir quasiment aucun client. Des troubles politiques assez graves surviennent en Arabie Saoudite, et le prix du pétrole commence à augmenter de manière significative.

#### Période postérieure à l'accident de circulation de Markus
Markus est médicalement pris en charge par sa famille, qui l'hospitalise secrètement (sous un faux nom) en Allemagne. Sa convalescence dure plusieurs mois. À sa sortie du coma et lorsqu'il a repris des forces, Markus apprend qu'il est soupçonné de l’enlèvement et du meurtre de Bloch, que son ancienne société d'informatique a porté plainte contre lui pour détournement de fonds et que la société de capital-risque a aussi intenté une action en justice à son encontre. Bref il est « cerné » par les plaintes et les enquêtes. Estimant que l'attaque est la meilleure des défenses, il parvient à retourner aux États-Unis sans se faire arrêter. Là, en prenant un maximum de précautions, il se rend à la banque afin de récupérer les carnets de Bloch (chose qu’il n'avait pas pu faire en raison de son accident de la route). Arrivé à la banque, il apprend que le coffre-fort est vide. Un homme du gouvernement était venu le vider trois jours après son accident de la route ! L'employé de la banque lui fournit une description de l'homme, qui correspond à Charles Taggart ! Markus décide donc de se mettre en contact avec Taggart, qui en tant que membre de la CIA, devrait savoir bien des choses et être en mesure de lui expliquer certaines questions, et qui pourra lui restituer les carnets de Bloch ou lui remettre des copies. Il découvre avec stupéfaction que l'homme a démissionné de la CIA et qu'il a disparu. 
Markus commence à rechercher Taggart. Il constate que le domicile de l’ancien agent secret est surveillé par des agents fédéraux. Il continue son enquête, et découvre que Charles Taggart réside désormais dans une petite communauté rurale de l'Idaho. Il entame un périple de trois mille kilomètres et arrive dans la petite bourgade. Taggart s'y est bien réfugié, menant une vie simple, rustique et sans histoire. Les deux hommes ont une longue discussion. Avec effroi, Markus apprend que Bloch n'avait pas été enlevé, mais qu'il s'était en réalité enfui d'Arabie Saoudite. Sans être un escroc, il était atteint de troubles de la personnalité qui avaient pour conséquence une soif inextinguible de reconnaissance sociale. Sa « méthode Bloch » n'avait jamais existé ! Son exploitation pétrolière en Autriche n'avait rien d'exceptionnel, et l'on récoltait du pétrole dans ce pays depuis un siècle. Le forage prétendument réussi au Dakota du Sud ? Les relevés géologiques effectués dans la première moitié du XXe siècle par un homme du lieu avaient été intentionnellement truqués afin que personne ne s'avise de venir faire des forages et dénature les paysages. Ses relevés géologiques avaient été considérés ab initio comme exacts, et jamais personne ne les avait mis en doute. Seul Bloch avait effectué des recherches approfondies et, par recoupements, avait découvert la vérité : il y avait quelques nappes souterraines de pétrole au sud-Dakota, et en avait trouvé une. Enfin les échecs en Arabie Saoudite étaient explicables : Bloch n'avait aucune idée sur la façon de trouver du pétrole et il avait foré au hasard. Taggart explique à Markus que Bloch est actuellement hospitalisé en psychiatrie et qu’il souffre de mégalomanie. Markus n'est en tout cas plus recherché pour la disparition de Taggart.
Les dernières pages de cette partie évoquent le fait que des islamistes avaient fait les précédents mois plusieurs raids contre des installations pétrolières en Arabie Saoudite. Le gouvernement américain avait riposté en envoyant des milliers de soldats, et la vérité avait été révélée au monde entier : le principal gisement de pétrole saoudien, Ras Tanura, ne contient plus une goutte de pétrole, et le monde va connaître une crise pétrolière sans précédent dans son histoire.

### Seconde partie
Sur invitation de Taggart, Markus reste au sein de la communauté, d'abord pendant quelques jours puis de manière durable. Les nouvelles issues du monde extérieur sont d'ailleurs affolantes : la planète entière doit faire face à une soudaine pénurie de pétrole. Les prix montent de manière exponentielle, et les ménages ont du mal, financièrement, à faire face à l'envolée des prix. Les déplacements deviennent de plus en plus onéreux et le chauffage (au mazout) des logements s'avère problématique. Des compagnies aériennes font faillite et le tourisme international s'effondre. Markus passe plusieurs mois dans cette communauté autonome, mais est faussement accusé de viol par une adolescente dont il a repoussé les avances sexuelles. Menacé d'être lynché par les membres de la communauté, Markus est défendu par Taggart qui est grièvement blessé lors de l’altercation avec la communauté. Comprenant que sa présence n'était vraiment plus désirée et que le lynchage pouvait avoir lieu imminemment, Markus prend la fuite avec sa voiture, utilisant un carburant à base d'huile distillée.
Entre-temps, le récit présente la nouvelle vie de Dorothea, dont la petite épicerie a de plus en plus de succès au fur et à mesure que les prix du pétrole augmentent. Son mari, ingénieur dans une entreprise de construction automobile, est licencié, sa société ne parvenant plus à vendre les voitures produites. En Arabie Saoudite, une révolution a lieu, entraînant la fuite de la famille royale. Abu Jabr est contacté par les services américains qui lui proposent d'être roi autoproclamé d'Arabie Saoudite. Abu Jabr accepte, à condition d'être élu dans des conditions démocratiques. En fin de compte, il est effectivement élu roi d'Arabie Saoudite et rétablit la situation dans la péninsule arabique. Ailleurs, de sévères tensions, voire des guerres, naissent pour le contrôle et la gestion des ressources pétrolières et gazières.
Pour sa part, Markus a décidé de retrouver les archives de la société qui avait acheté l'invention de son père deux décennies auparavant. Il découvre que les locaux d'archives sont occupées par deux femmes, dont l'une est Amy-Lee, enceinte au huitième mois. L'enfant qu'elle attend est de Markus et ne s'est jamais résolue à avorter après leur rupture. Markus renoue sentimentalement avec la jeune femme, d'autant plus que M. Wang est décédé entre-temps et que sa fortune a volé en éclats. En examinant les documents vendus jadis par son père, Markus a l'idée de créer une nouvelle source d'énergie, que le monde entier appellera plus tard le « procédé Westermann ». Ils réussissent finalement à inventer une alternative au pétrole. Grâce à l'aide fournie par le gouvernement américain, cette invention est produite de manière industrielle mais ne permet de résoudre complètement cette crise énergétique elle ne fait que l'atténuer.

### Épilogue
L'épilogue se déroule trente ans après les événements racontés dans le récit qui a précédé. Markus fait le point sur son invention, sur l'évolution de la société américaine, sur l’éclatement évident des États-Unis, scindés en plusieurs zones plus ou moins autonomes, voire indépendantes, des autres. Dernier rebondissement dans le récit : le neveu de Markus est parvenu à déchiffrer les carnets de Bloch, et il se pourrait bien que Bloch n'était pas le fou mégalomane décrit par Taggart. Peut-être sa théorie était-elle valable et pertinente, et un nouvel âge d'or du pétrole serait envisageable… Markus incite fortement son neveu à ne pas se lancer dans cette voie de recherche : que deviendrait la planète si on se remettait à consommer sans modération et à la polluer à outrance ? Ne serait-ce pas la fin du monde ? Finalement, la crise pétrolière intense vécue trente ans auparavant, n'était-ce pas une chance pour l'humanité ?

## La «théorie de Bloch»
L'auteur met dans la bouche de Bloch des explications sur sa « théorie expliquant la formation du pétrole », et en tire diverses conséquences pour trouver du pétrole (« méthode Bloch »). Bloch explique à Markus que les méthodes traditionnelles de recherche des nappes de pétrole sont fondées sur une théorie qui est en fait totalement erronée. Selon cette théorie, les champs pétroliers résulteraient de la sédimentation, au fil des millions d'années, de milliards de tonnes de végétaux qui se sont décomposées au fil du temps pour devenir du pétrole, qui est donc du carbone décomposé à partir d'un contenu (végétaux) situé à tel ou tel endroit très localisé. Le pétrole ne se trouve pas partout, et seulement là où il y avait jadis d'immenses forêts qui se sont ensuite décomposées.
Bloch estime pour sa part que cette théorie est radicalement fausse. Il y a 200 millions d'années, il y avait dans l'atmosphère terrestre cinq fois plus de dioxyde de carbone qu'aujourd'hui. Où est donc passé ce CO2 ? Où est passé tout ce « carbone disparu » ? Selon lui, c'est ce carbone absorbé par la terre pendant des millions d'années, un peu partout à la surface de la planète, qui a donné le pétrole actuel. Ceci signifie qu'il existe de très nombreux gisements à exploiter, mais qui se trouvent à des profondeurs (des strates géologiques) différentes de celles où l'on cherche habituellement le pétrole. L'absorption du dioxyde de carbone et sa transformation en pétrole résulte non pas du simple effet du temps, mais d'un processus de décomposition bactérienne. Il faut ainsi chercher dans les strates géologiques correspondantes aux périodes de l'histoire de la Terre durant lesquelles il y avait énormément de dioxyde de carbone dans l'atmosphère, en des endroits regorgeant de bactéries. Ces couches ne correspondent pas forcément avec les couches où l'on cherche actuellement les gisements. 
Ainsi, pour Bloch, la Terre est remplie de pétrole, que nous ne savons pas trouver en raison d'une théorie initiale totalement erronée qui agit sur nos esprits comme des œillères.

## Édition française
- Andreas Eschbach, En panne sèche, traduit de l'allemand par Frédéric Weinmann, éditions L'Atalante, coll. Insomniaques et ferroviaires, 2008, 763 p.  (ISBN 978-2841724208)